# Abies nephrolepis
Abies nephrolepis, el abeto blanco siberiano, es una especie de conífera perteneciente a la familia Pinaceae. Se distribuyen por China, Corea del Norte, Corea del Sur, y Rusia.

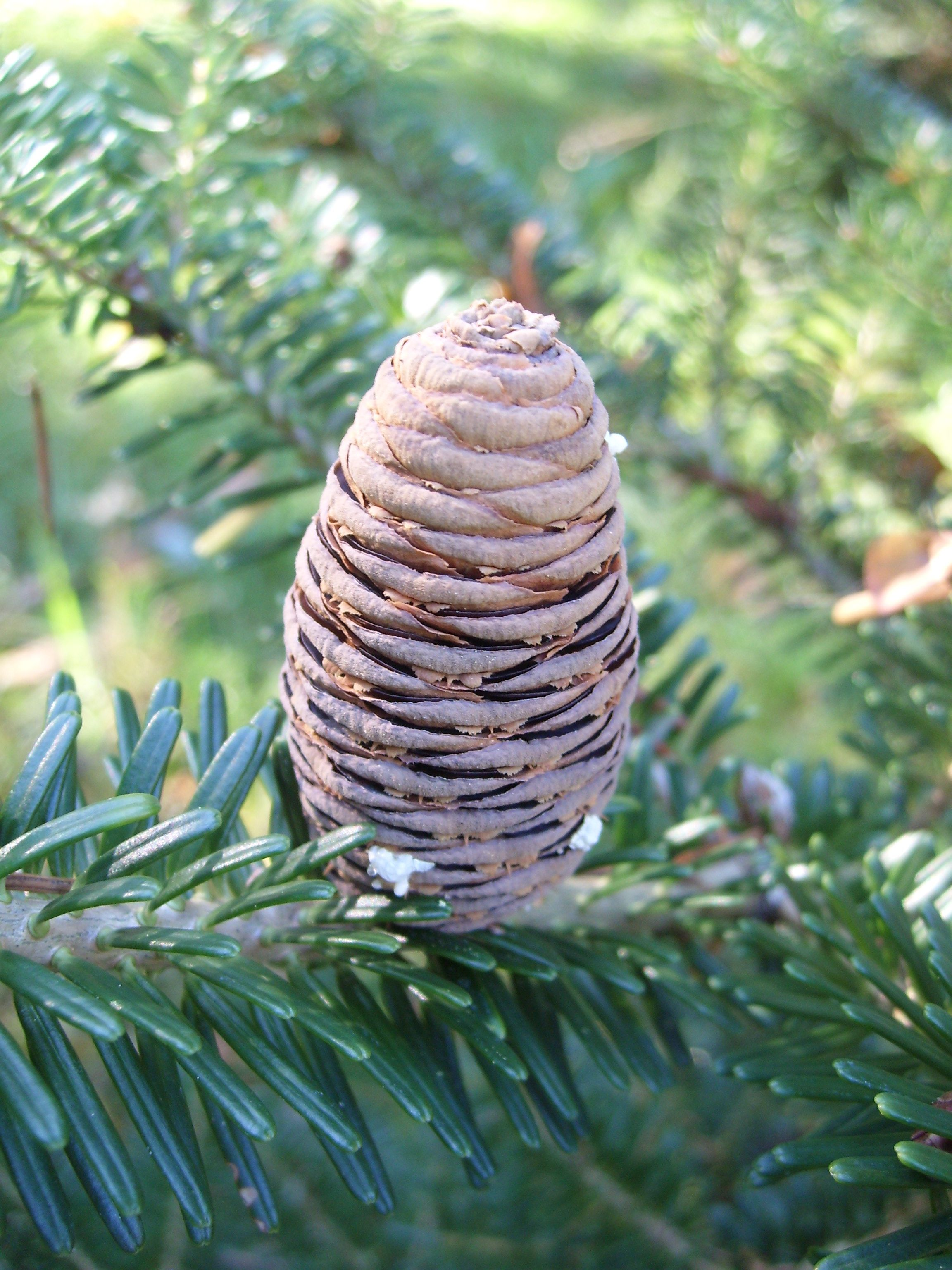
Detalle del cono

## Descripción
Es un árbol piramidal de 25-35 metros de altura con un tronco de 100 cm de diámetro y ramas horizontales con densa corona. La corteza es suave y resinosa gris-blanco que llega a ser marrón claro. Las hojas son verde oscuro de 1.5-3.5 cm de longitud y 1.2-1.5 mm de ancho. Las flores femeninas se encuentran en una piña cilíndrica de 5-8 cm de longitud y 1.5-2 cm de ancho. Las semillas son núculas de color marrón oscuro.
Este abeto está muy relacionado con el 'Abies sachalinensis', 'Abies koreana', 'Abies veitchii' y 'Abies sibirida' que la reemplazan hacia otros puntos cardinales (este, sur, sureste y oeste respectivamente). La especie colinda con la 'Abies sibirica' y los híbridos son abundantes allí donde convergen.
Dichos híbridos se han denominado 'Abies x sibirico-nephrolepis Taken & J.J.Chien'.

## Taxonomía
Abies nephrolepis fue descrita por Trautv. Ex Maxim.) Maxim. y publicado en Bulletin de l'Academie Imperiale des Sciences de St-Petersbourg 10(3): 486–487. 1866.
Etimología
Abies: nombre genérico que viene del nombre latino de Abies alba.
nephrolepis: epíteto
Sinonimia
- Abies koreana forma prostrata Kolesn. (
- Abies nephrolepis forma chlorocarpa E. H. Wilson
- Abies sibirica var. nephrolepis Trautv. ex Maxim.
- Abies veitchii var. nephrolepis (Trautv. ex Maxim.) Mast.
- Pinus nephrolepis (Trautv. ex Maxim.) Voss[6][7]